# Jean Chacornac
Jean Chacornac, né à Lyon le 21 juin 1823 et mort à Saint-Jean-en-Royans le 6 septembre 1873, est un astronome français.

## Biographie
Il étudie à l’observatoire de Marseille où il devient l'adjoint de Benjamin Valz avant d'être astronome-assistant à l’observatoire de Paris en 1854. Il est l’auteur d’un Atlas écliptique en 1856. Il découvre six astéroïdes, une comète et étudie les taches solaires. Cette comète pourrait être la source de météores.
Il a co-découvert l'astéroïde (20) Massalia nommé d'après le nom grec de la ville de Marseille.
L'astéroïde (1622) Chacornac et le cratère Chacornac sur la Lune ont été baptisés ainsi pour lui rendre hommage.
| (25) Phocée   | 6 avril 1853      |
| (33) Polymnie | 28 octobre 1854   |
| (34) Circé    | 6 avril 1855      |
| (38) Léda     | 12 janvier 1856   |
| (39) Lætitia  | 8 février 1856    |
| (59) Elpis    | 12 septembre 1860 |